# Darkhan (Khentii)
Pour les articles homonymes, voir Darkhan (homonymie).
Darkhan (mongol bichig : ᠳᠠᠷᠬᠠᠨᠰᠤᠮᠤ, mongol cyrillique : Дархан сум, Darkhan sum) est un sum de l'aïmag de Khentii, en Mongolie.